# Friedrich Wilhelm Helwing

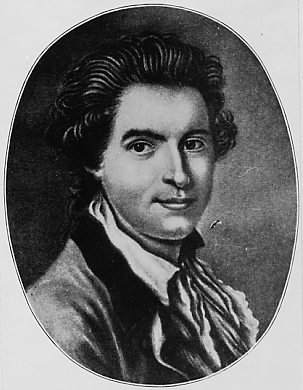
Friedrich Wilhelm Helwing

Friedrich Wilhelm Helwing (* 1758 in Lemgo; † 1833) war ein lippischer Diplomat und Politiker.
Friedrich Wilhelm Helwing war Sohn des Lemgoer Gymnasialdirektors Christian Friedrich Helwing (1725–1800) und Schwager des preußischen Staatsmannes Christian Wilhelm von Dohm. Er war verheiratet mit Catharina Wilhelmine von Hoffmann (1767–1833), einer Tochter des lippischen Kanzlers Ferdinand Bernhard von Hoffmann. Aus der Ehe entspross der Sohn Ferdinand Helwing (1785–1858), Amtmann und Amtsrat in Lippe.
Friedrich Wilhelm Helwing war der erste Kommissar der 1786 gegründeten Lippischen Leihekasse. Dieses Amt übte er 30 Jahre lang aus.
Er war Diplomat des Fürstentums Lippe. Bei den Verhandlungen zur Gründung des Deutschen Bundes auf dem Wiener Kongress vertrat Regierungsrat Helwig Lippe-Detmold. Die Deutsche Bundesakte trägt seine Unterschrift. Friedrich Wilhelm Helwing vertrat 1816 bis 1818 die Fürstentümer Hohenzollern-Hechingen und Hohenzollern-Sigmaringen, beide Reuß (ältere und jüngere Linie), Liechtenstein, Lippe-Detmold, Schaumburg-Lippe und Waldeck beim Bundestag und nahm deren Kuriatstimme wahr.
Von 1829 bis 1832 war er Staatsminister des Fürstentums Lippe.